# Hosokawa Yoriyuki
Hosokawa Yoriyuki est un nom japonais traditionnel ; le nom de famille (ou le nom d'école), Hosokawa, précède donc le prénom (ou le nom d'artiste).
Hosokawa Yoriyuki (細川頼之, Hosokawa Yoriyuki, 1329-25 mars 1392) est un samouraï du clan Hosokawa et ministre du shogunat Ashikaga, servant en tant que Kyōto kanrei (député du shogun à Kyōto) de 1367 à 1379. Premier titulaire de la fonction, il consolide le pouvoir du shogunat ainsi que des éléments de l'organisation administrative. Il est également shugo des provinces de Sanuki, Tosa et Settsu.

## Biographie
Fils d'Hosokawa Yoriharu, Yoriyuki sert le shogunat en tant que commandant militaire et combat le clan Yamanapour finalement les vaincre en 1361. Il commande les forces shogunales lors d'un certain nombre de batailles et alors qu'il sert sous le shogun Ashikaga Yoshiakira, Yoriyuki tue son cousin, Hosokawa Kiyouji, qui a fait défection de l'autre côté.
Yoriyuki est nommé vice-shogun en 1367 lorsque Yoshiakira est très malade ; sur son lit de mort, Yoshiakira confie à Yoriyuki la garde de son fils Ashikaga Yoshimitsu. Celui-ci devient shogun l'année suivante à l'âge de 10 ans. Pendant les six années qui suivent Yoriyuki sert comme ministre en chef. Le « gouvernement sous sa direction », selon George Bailey Sansom, « est sévère et juste […]. C'est la première fois depuis la chute des Hōjō que la loi est appliquée et l'ordre maintenu ».
Inspiré par la politique de la restauration de Kemmu survenue trente ans plus tôt, Yoriyuki cherche à introduire et à maintenir la discipline et la loyauté entre les différentes familles de samouraïs et à supprimer les forces de la dissidence. À cette fin, il promulgue des lois somptuaires en établissant des directives strictes sur les types d'articles de luxe que peuvent porter les samouraïs et sur certaines coutumes extravagantes, comme l'échange de cadeaux de Nouvel An. Lorsque Yoshimitsu devient adulte, il rejette les notions de frugalité et est en désaccord avec Yoriyuki sur cet élément particulier de sa politique. La villa de retraite de Yoshimitsu, le Kinkaku-ji couvert d'or, est un bon exemple de la mesure dans laquelle il ne se soucie pas d'économie.
Pour encourager davantage la fidélité des clans les plus puissants à la cour, Yoriyuki créé le poste de kanrei (l'adjoint du shogun est déjà appelé shitsuji) et propose que sa famille, les Hosokawa, partage ce poste avec les clans Shiba et Hatakeyama en alternant les nominations entre eux. Il veille à l'application des droits de propriété des propriétaires héréditaires, des groupes religieux et des terres impériales et cherche à étendre les pouvoirs militaires et juridiques du shogunat afin de protéger ces terres contre leur saisie forcée par les seigneurs de guerre itinérants. Plusieurs de ces seigneurs de guerre, associés à l'ancien vice-shogun Kō no Moronao ont donné par le passé des ordres et décrets au nom du shogunat, pratique à laquelle il est également mis fin.
Yoriyuki procède également au développement des procédures administratives du shogunat. Du temps des deux shoguns précédents, les affaires sont largement traitées personnellement, avec très peu d'organisation ou de procédure. Sous la direction de Yoriyuki, des méthodes administratives sont établies et les opérations du gouvernement organisées de façon significative.
Bien qu'ayant largement réussi à augmenter la puissance du shogunat et à établir les modalités d'organisation administrative, Yoriyuki suscite finalement la colère de membres des autres familles de samouraïs qui l'accusent de concentrer le pouvoir pour lui-même. En 1379, le shogun lui demande de démissionner.

## Source de la traduction
- (en) Cet article est partiellement ou en totalité issu de l’article de Wikipédia en anglais intitulé « Hosokawa Yoriyuki » (voir la liste des auteurs).